# اهیگال
اهیگال (به اسپانیایی: Ahigal) یک شهرستان در اسپانیا است که در استان کاسرس واقع شده‌است.

## خصوصیات
اهیگال ۱٬۴۳۵ نفر جمعیت دارد.